# 基兹利亚尔白兰地工厂
43°52′03″N 46°42′48″E / 43.86750°N 46.71333°E
基兹利亚尔白兰地工厂是（俄语：Кизлярский коньячный завод）一 家俄罗斯的烈酒工厂，位于达吉斯坦的基兹利亚尔。 这家工厂属于五大俄罗斯白兰地生产的厂家之一。

## 历史

### 俄罗斯帝国
由于十八世纪下半年葡萄种植和酿酒成为基兹利亚尔经济的主要部门。1884年 "关于水果与葡萄伏特加生产"的法律推动了在基兹利亚尔生产白兰地的发展。
1880年格鲁吉亚企业家大卫· 萨拉吉什维利（David Sarajishvili）购买了伊兹米罗娃、阿雷舍夫和博罗娃 (Izmirov, Areshchev, Borov)小市民的酿酒行会，并在基兹利亚尔建筑白兰地工厂。萨拉吉什维利是第一名在俄罗斯帝国用着高加索山橡木的桶将酒久存的技术制造白兰地的企业家。该工厂的成立日期被指出是1885年，当时有236桶白兰地从基兹利亚尔送到莫斯科。
随着第一世界大战的开始，禁酒法令生效了， 工厂生产被暂停了。

### 苏联

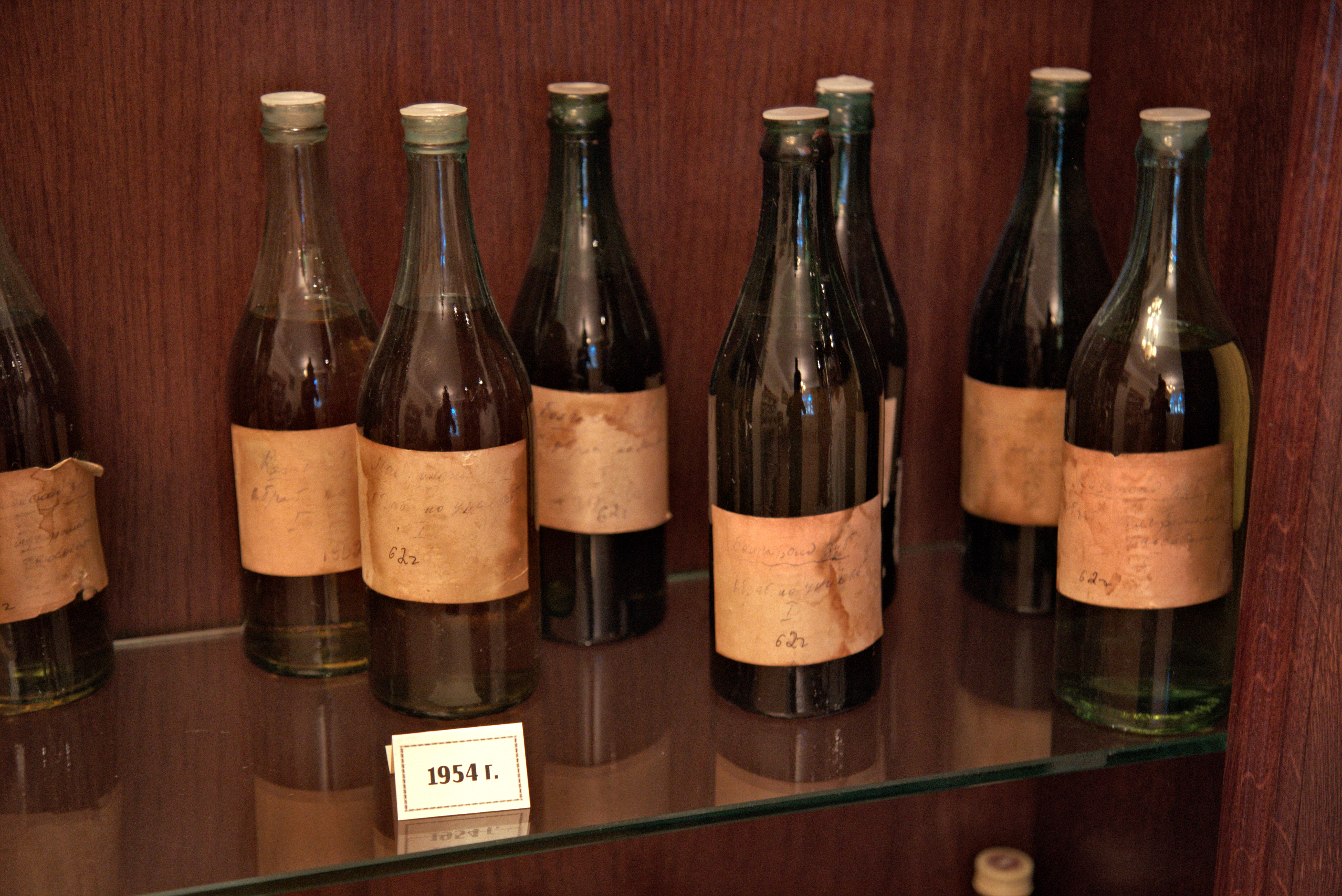
干邑，1954年制造

在1930年当中该工厂生产的恢复开始了。 由于基兹利亚尔在第二世界大战的时候位于前线区的一部分的原因，白兰地工厂被疏散到亚美尼亚，而大部分酒精被送到第比利斯白兰地厂。 该工厂于1947年才全部恢复了生产工作。
在20世纪40年代末，工厂的重建开始了，而1955年才完成。 1959年，工厂里工作所有的员工都被提供了居住。
在苏联时期，大约一半工厂生产的烈酒被出口，而且主要地进口到西欧。
自1985年开始禁酒运动的时候，该工厂停止生产酒精饮料，暂时开始了生产葡萄汁。

### 俄罗斯联邦
自1990年开始，该工厂成为租赁公司"Dagvino"。由于缺乏生产酒精的原材料的原因，该公司开始了在西班牙或者在丰收年份的时候在克拉斯诺达尔和斯塔夫罗波尔地区购买葡萄。 1998年，该工厂获得一个准许生产其产品称为"干邑"的法国证书了。虽然基兹利亚尔白兰地工厂之前以饮料酒称为白兰地而出口了。
1998年的时候在车臣冲突期间当中，工厂的主任—弗拉基米尔·格里戈里扬斯和他的妻子在一起被绑架，并在车臣囚禁了八个月了。
2008年德鲁伊宁•叶夫根尼(Yevgenyi Druzhinin) 成为工厂的主任。在他的领导下，该公司自费地进行了现代化和产量增加，成为了达吉斯坦的预算中最主要的捐助者。此外，在2008年，该工厂恢复了克里姆林宫供应商协会成员的地位。

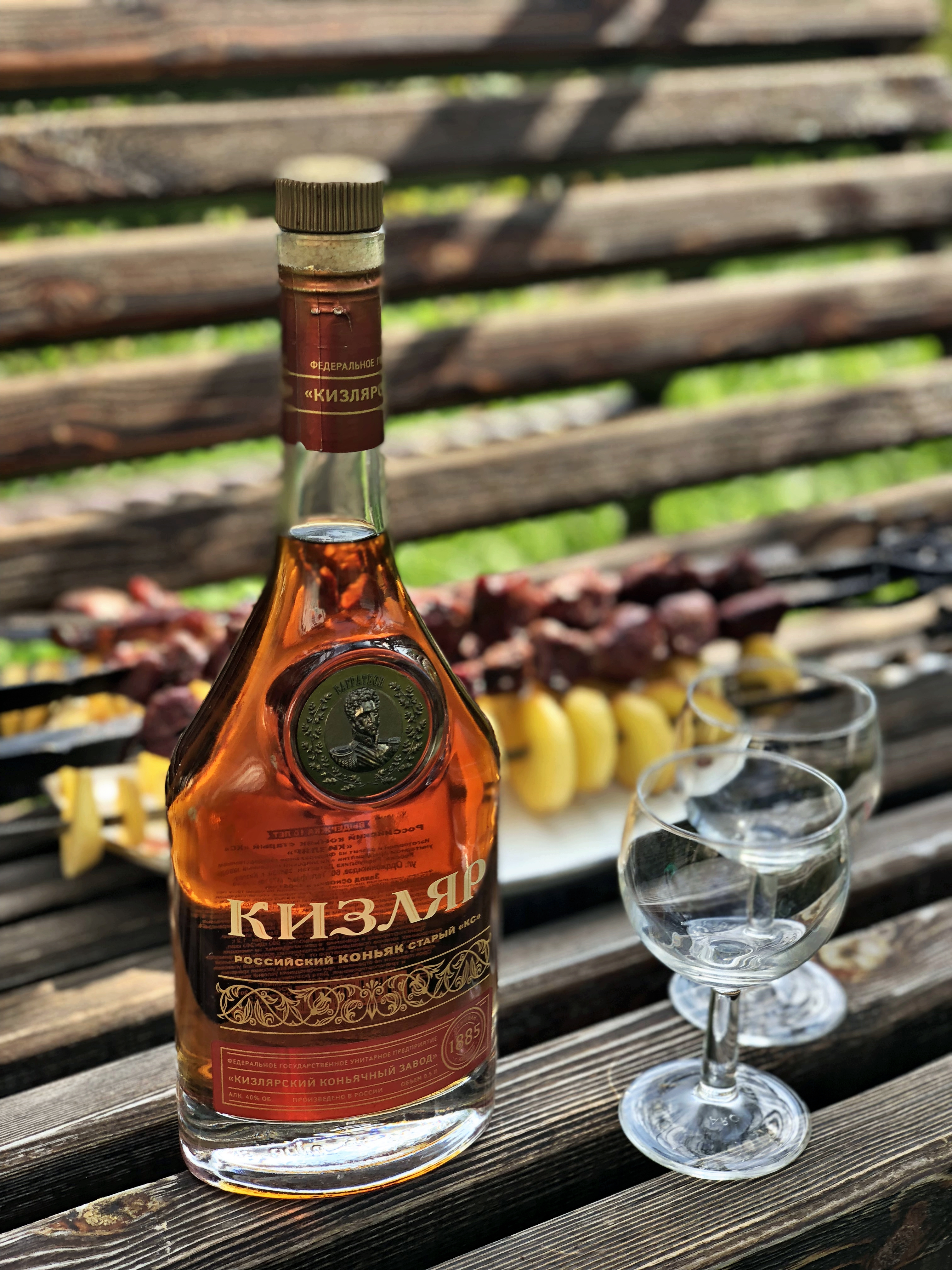
工厂产品

2014年8月28日由俄罗斯总理德米特里·梅德韦杰夫的命令，基兹利亚尔白兰地厂所有权保留转到联邦所有权，并自从那时候服从于联邦酒类市场调节局。
2015年夏天时期，工厂管理部门提出创建白兰地生产商联盟，包括其他工厂即如莫斯科葡萄酒和白兰地厂"KYN"与葡萄酒和白兰地厂"Alians-1892" 。
在2015年9月1日，该公司被改造成一家股份制公司。

## 绩效指标
在2008-2009年当中，为了扩大自己的葡萄园该工厂投资了1500万卢布 。 在2009年金融危机期间的时候，工厂暂时失去了作为该地区主要饮料酒企业家的地位，让位给杰尔宾特起泡酒厂。 在2012年底，该工厂的净利润约为15亿卢布，而该工厂加入在北高加索地区的前三大最赚钱的公司。
按照2015年的工厂生产的作出总结，该工厂成为达吉斯坦的第二大企业，总收益为24亿卢布。

## 产品
该工厂生产不同年龄段的白兰地和葡萄伏特加。 目前基兹利亚尔白兰地公司生产的白兰地以下品牌："彼得大帝"，"五颗星"，"三颗星"，"喜庆的基兹利亚尔"，"俄罗斯"，"巴格拉季翁"，"达吉斯坦"，"基兹利亚尔"，"列兹金卡舞"，"俄罗斯皇帝"和"萨拉大热" （Saradzhev）。 此外，该公司生产葡萄伏特加"基兹利亚尔卡"，该伏特加的配方1976年被恢复了。

## 高级官员
- 格里戈里扬太·萨尔基斯 (1950) [10]
- 格里戈里扬斯·弗拉基米尔（1991-2008年）[10]
- 德鲁伊宁·叶夫根尼(自2008年起) [6]